# Silesia Ring

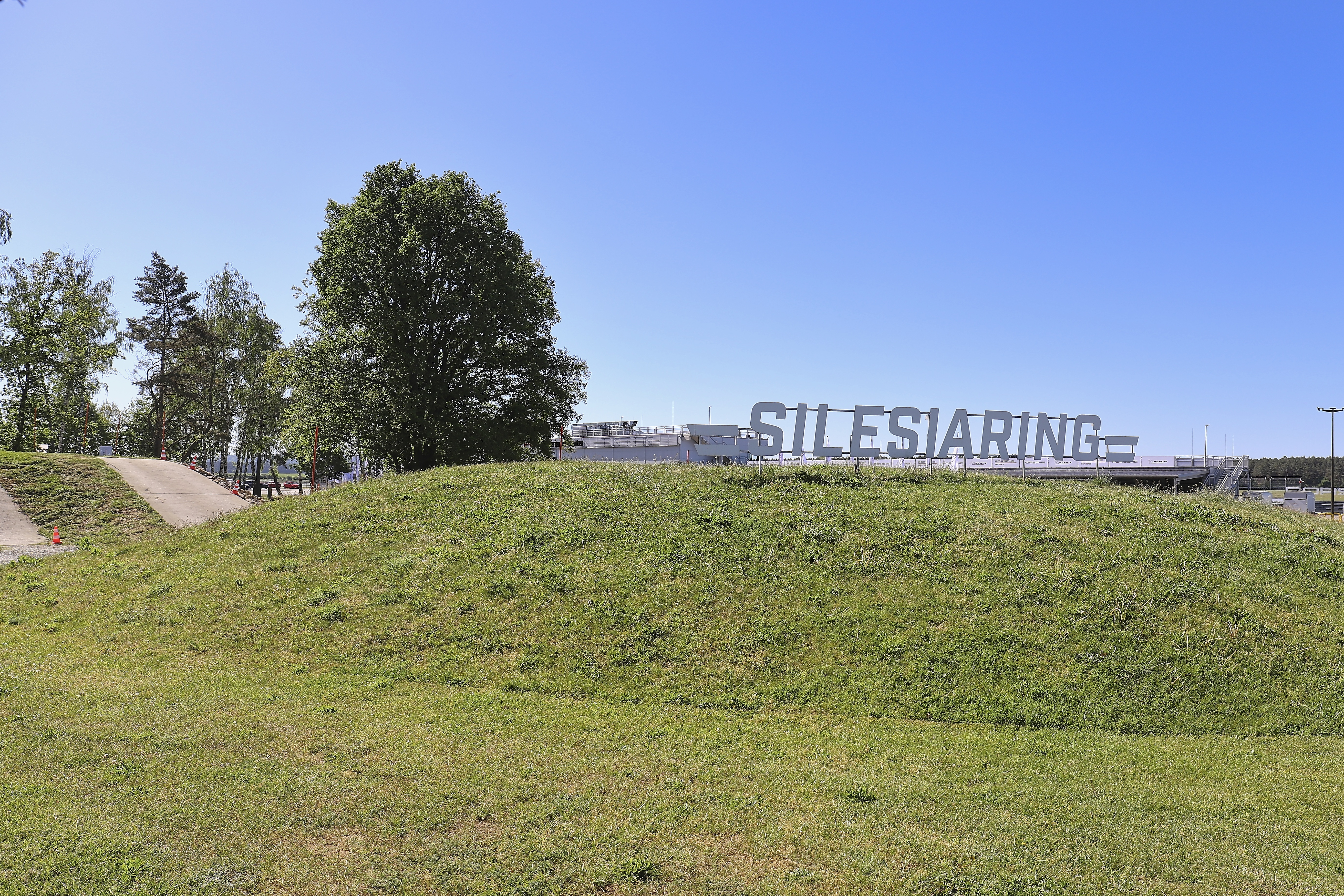
Silesia Ring

Der Silesia Ring ist eine nahe Opole gelegene permanente Rennstrecke in Polen.

## Geschichte
Die Strecke wurde in ihrer aktuellen Konfiguration Mitte 2017 eröffnet.

## Streckenbeschreibung
Die zwischen Katowice und Breslau gelegene Strecke wurde auf einem Flugplatz 15 km südöstlich von Opole angelegt, der von 1996 bis 2004 bereits Rennen der polnischen Formel-3-Meisterschaft beherbergte.
Die Startgerade ist 560 Meter lang und 15 Meter breit, an der schmalsten Stelle ist die Strecke 12 Meter breit. Die längste Gerade ist 730 Meter lang. Die Boxengasse umfasst 25 Boxen.
Mithilfe von 4 Kurzanbindungen können insgesamt 7 verschiedene Streckenkonfigurationen angelegt werden.
Neben dem noch aktiven Flugplatz umfasst der Sportpark auch einen Golfplatz, einen Schießstand, und eine umfangreiche Offroad-Anlage mit zahlreichen Streckenkombinationen für Auto- und Motocross.

## Veranstaltungen
Auf der Strecke finden hauptsächlich Trackdays und Fahrerschulungen statt. Aktuell startet der Central European Endurance Cup auf dem Kurs.